# Dulce de León
Dulce de León, (c. 1194—Monasterio de Santa María de Villabuena, 1248), fue reina de jure de León como Dulce I  junto a su hermana Sancha, en 1230.

## Biografía
Hija de Alfonso IX de León y de su primera esposa Teresa de Portugal, era hermana de padre del infante Fernando destinado a suceder a su padre en el trono de León. Pero la prematura muerte de Enrique I sucesor de Alfonso VIII en 1214 determinaría su inesperado ascenso al trono de Castilla y culminaría años más tarde con la unión de los reinos castellano y leonés en su persona en 1.230 como Fernando III el Santo
Hermana de la también infanta Sancha, ya que ambas nacieron del primer matrimonio de Alfonso IX con Teresa de Portugal la anulación del segundo matrimonio de su padre con Berenguela de Castilla en 1194, debido a la consanguinidad de los cónyuges, hacía renacer sus derechos a la sucesión.
En 1230 antes de fallecer, Alfonso IX, nombraría herederas del reino leonés a sus dos hijas, Sancha y Dulce, lo que suponía la relegación a un segundo plano del ya entonces rey de Castilla Fernando III. 
Sancha y Dulce serían reinas sólo por unos meses pues ante esta situación, Fernando reclamó sus derechos al trono leonés que obtuvo gracias a las artes diplomáticas de su madre, Berenguela, que llegaría a un acuerdo con Teresa de Portugal. En efecto, ambas esposas de Alfonso IX firmarían un acuerdo conocido como la Concordia de Benavente por el que Sancha y Dulce renunciaban a sus derechos y reconocían a Fernando como rey de León a cambio de una importante compensación económica.
Retirada en el monasterio cisterciense de Santa María de Villabuena, en el Bierzo, que había fundado su madre con el apoyo del rey Alfonso IX, falleció en 1248 según relata el arzobispo de Toledo, Rodrigo Jiménez de Rada en De rebus Hispaniae cuando menciona que Teresa había sido madre de Sancha y Fernando, que ya habían fallecido sin descendencia, y que la hermana de ambos, Dulce, aún vivía.
| Predecesor: Alfonso IX | Reina titular de León Junto a su hermana Sancha 1230 | Sucesor: Fernando III |